# Манмохан Кришна
Манмохан Кришна Чадха (англ. Manmohan Krishna Chadha, хинди मनमोहन कृष्ण; 26 февраля 1922, Валсад, Бомбейское президентство, Британская Индия — 3 ноября 1990, Бомбей) — индийский актёр и режиссёр.

## Биография
За свою творческую карьеру с 1947 года снялся в 215 кинофильмах. Как кинорежиссёр поставил 1 фильм, создал 1 сценарий.

## Награды
- 1960: премия Filmfare Award за лучшую мужскую роль второго плана.

## Избранная фильмография
- 1952 — «Байджу Бавра» — Шанкар Ананд
- 1958 — «Хождение за три моря» — отец Чампы
- 1959 — «Цветок в пыли» — Абдул Рашид
- 1973 — «Камень на сердце» — Дживан, отец Чандни
- 1975 — «Стена» — заместитель комиссара Наранг
- 1987 — «Родной ребёнок» — отец Викки